# Symplocos corymboclados
Symplocos corymboclados är en tvåhjärtbladig växtart som beskrevs av August Brand. Symplocos corymboclados ingår i släktet Symplocos och familjen Symplocaceae. Inga underarter finns listade i Catalogue of Life.